# Rupia birmana
La rupia fue la moneda oficial de Birmania entre 1852 y 1952, exceptuando el periodo comprendido entre 1943 y 1945.

## Historia
Cuando Birmania fue ocupada por los británicos, la rupia india sustituyó al primer kyat a la par. Desde 1897, el gobierno de la India emitió billetes en Rangún similares a los emitidos en India pero cambiando el idioma. En 1917, y de nuevo en 1927, los billetes indios se reimprimieron para utilizarlos en Birmania. Cuando Birmania fue una colonia distinta en 1937, se emitieron nuevos billetes para uso exclusivo en Birmania, sin embargo no ocurrió lo mismo con las monedas.
Cuando los japoneses invadieron Birmania en 1942, introdujeron una nueva rupia dividida en 100 céntimos. Solo se emitió papel moneda. En 1943 el kyat sustituyó la rupia, y en 1945, el dinero japonés se declaró sin valor alguno por lo que Birmania volvió a utilizar monedas indias y las rupias birmanas predecesoras.
Tras la independencia en 1948, Birmania introdujo su propio sistema monetario en rupias, tanto monedas como billetes. Una rupia se dividía en 15 pe (equivalente al anna indio), de los que cada uno se dividía en 4 pyas (equivalentes a los pice indios). En 1952 el kyat sustituyó a la rupia a la par.

## Monedas
En 1949, se introdujeron monedas en denominaciones de 2 pya, 1, 2, 4 y 8 pe. Todas tenían las mismas características técnicas (peso, aleación...) de las monedas indias de ½, 1, 2 annas, ¼ y ½ rupia.

## Billetes
Entre 1897 y 1922, se emitieron billetes de 5, 10 y 100 rupias del mismo estilo que los billetes indios. En 1917 los billetes de 2½ rupias indias se reimprimieron para su uso en Birmania, haciendo lo mismo con los billetes de 50 rupias en 1927, y los de 100 rupias entre 1927 y 1937. En 1938, el Banco de Reserva de la India emitió una serie especial para su uso en Birmania en denominaciones de 5, 10, 100, 1.000 y 10.000 rupias.
En 1942 los japoneses emitieron billetes de 1, 5, 10 céntimos, ¼, ½, 1, 5, 10 y 100 rupias. En 1945 la administración militar emitió billetes indios reimpresos en denominaciones de 1, 5, 10 y 100 rupias. En 1947 el Consejo Monetario de Birmania asumió las competencias para emitir papel moneda en denominaciones de 1, 5, 10 y 100 rupias. Tras la independencia en 1948, el gobierno emitió billetes en las mismas denominaciones. En 1953, el Banco de la Unión de Birmania emitió una última serie de billetes en las mismas denominaciones de rupias.